# Plazský potok
Plazský potok (německy Bleisbach nebo Bleissbach) pramení v Oderských vrších a celý jeho tok je ve vojenském újezdu Libavá (okres Olomouc). Vlévá se do řeky Odry (úmoří Baltského moře). Nachází se ve vojenském prostoru a je tedy bez povolení nepřístupný.

## Místopis
Plazský potok pramení blízko silnice Velký Újezd-Potštát poblíž místa zvaného U Zeleného kříže (blízko silnice Velký Újezd-Potštát, pod vrcholem Zelený kříž v Oderských vrších součást Nízkého Jeseníku) ve výšce asi 630 m n. m. Potok má dva prameny (pravý a levý), které se stýkají až dále na toku, asi 630 metrů před zaniklým Hermesovým mlýnem.
Oba prameny tečou zhruba k severovýchodu, později oba toky směřují směřují převážně k severu (pravý u Olomouckého kopce před bývalou Skelnou Hutí a levý před lokalitou Velký les). Potok nejprve protéká rozsáhlými smrkovými monokulturami, později se dostává do nelesní krajiny vojenského prostoru. Je na něm vybudována soustava rybníků, několik je jich dnes rybářsky nebo vojensky využíváno, např. Vodní cvičiště Čermná, jiné jsou zaniklé a nějakou hladinu vody zde udržují pouze bobři evropští svými hrázemi. Ve Vodním cvičišti Čermná se nachází druhá největší vodní nádrž ve vojenském prostoru Libavá.
Do Plazského potoka se vlévá několik přítoků, zprava např. Čermná a Milovanský potok. Nakonec se vlévá do Odry pod Zigartickým kopcem, v nadmořské výšce asi 476 m. Délka toku je přibližně 13 km, potok nemá nikde příliš strmý spád, spíše volně meandruje relativně plochou krajinou.
Celý tok potoka se nachází ve vojenském újezdu Libavá, civilním osobám bez povolení je do těchto míst vstup zapovězen. V nivě potoka a okolí nejsou v současnosti žádná lidská sídla.
Plazský potok protéká neobydlenou oblastí, několika zaniklými osadami, vesnicemi, vodními mlýny a vodními pilami (Skelná Huť, Hermesův Mlýn, Čermná, Vesnický Mlýn, Dvorecký Mlýn, Čermenský Mlýn, Plazský Mlýn).

## Příroda
Krajina kolem Plazského potoka patří do Ptačí oblasti Libavá a zčásti i EVL Libavá systému Natura 2000. Na horním toku můžeme v nivě místy vidět smrkové olšiny (as. Piceo-Alnetum). Později je niva spíše nelesní, jedná se o různé typy nivních až rašelinných luk. Díky dlouhodobému neobhospodařování jsou často zarostlé expanzívními druhy, jako je např. třtina křovištní (Calamagrostis epigejos), přesto jsou velmi cenné s mnoha vzácnými druhy. Nikdy zde totiž neproběhlo ničení v rámci kolektivizace. Při Plazském potoku žije hojně bobr evropský, ze zajímavých rostlin zde můžeme vidět např. mečík střechovitý (Gladiolus imbricatus), kosatec sibiřský (Iris sibirica), vrbu rozmarýnolistou (Salix rosmarinifolia), v „bobřích rybníčcích“ je častá bublinatka jižní (Utricularia australis) a další.

## Další informace
Na horním toku Plazského potoka, pod Olomouckým kopcem u Boškova, se nacházela v letech 1821 až 1908 Skelná huť.
Obvykle jedenkrát ročně může být Plazský potok a jeho okolí přístupné veřejnosti v rámci cyklo-turistické akce Bílý kámen.

## Galerie

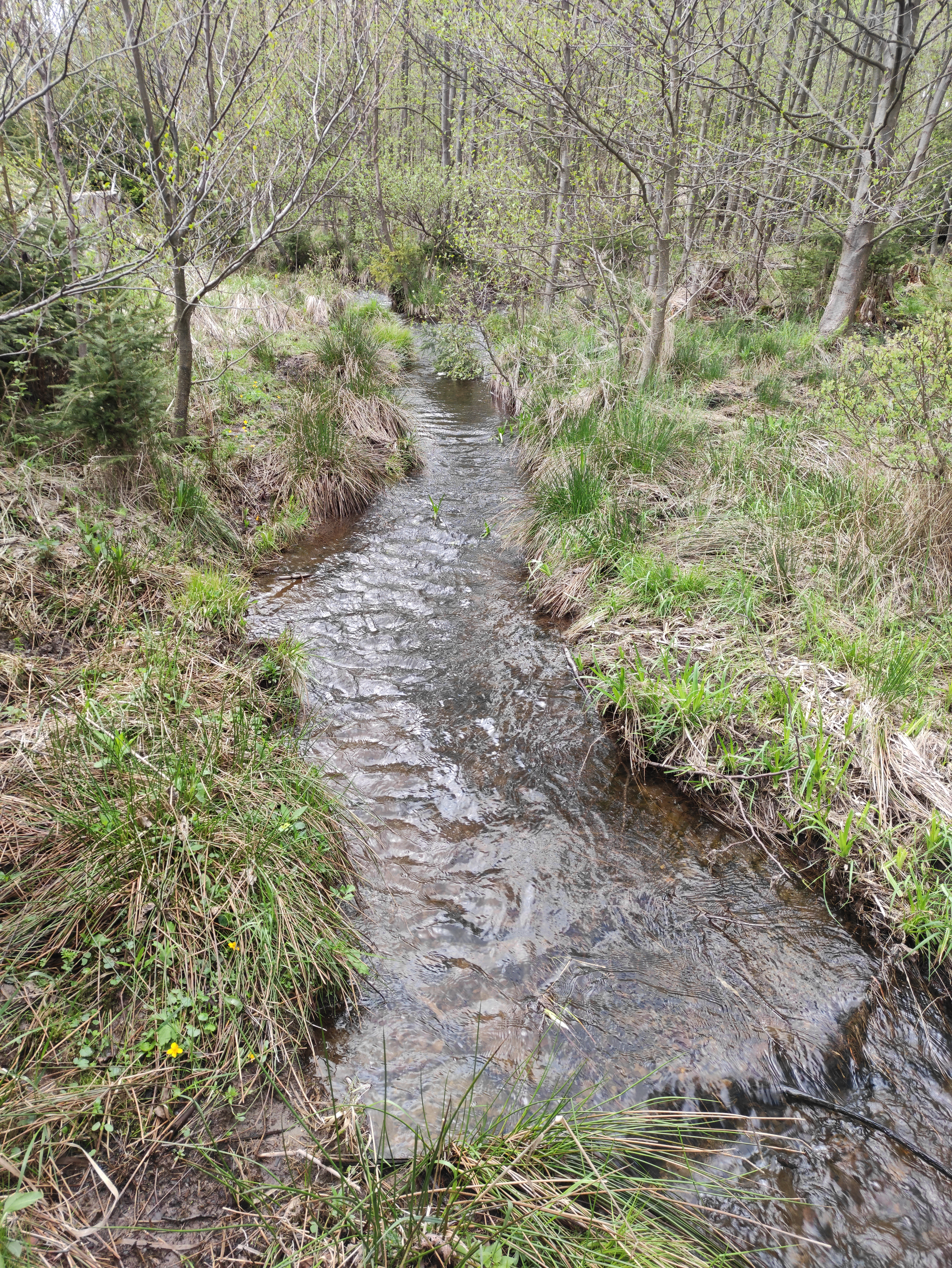
Plazský potok nedaleko od svého pramene
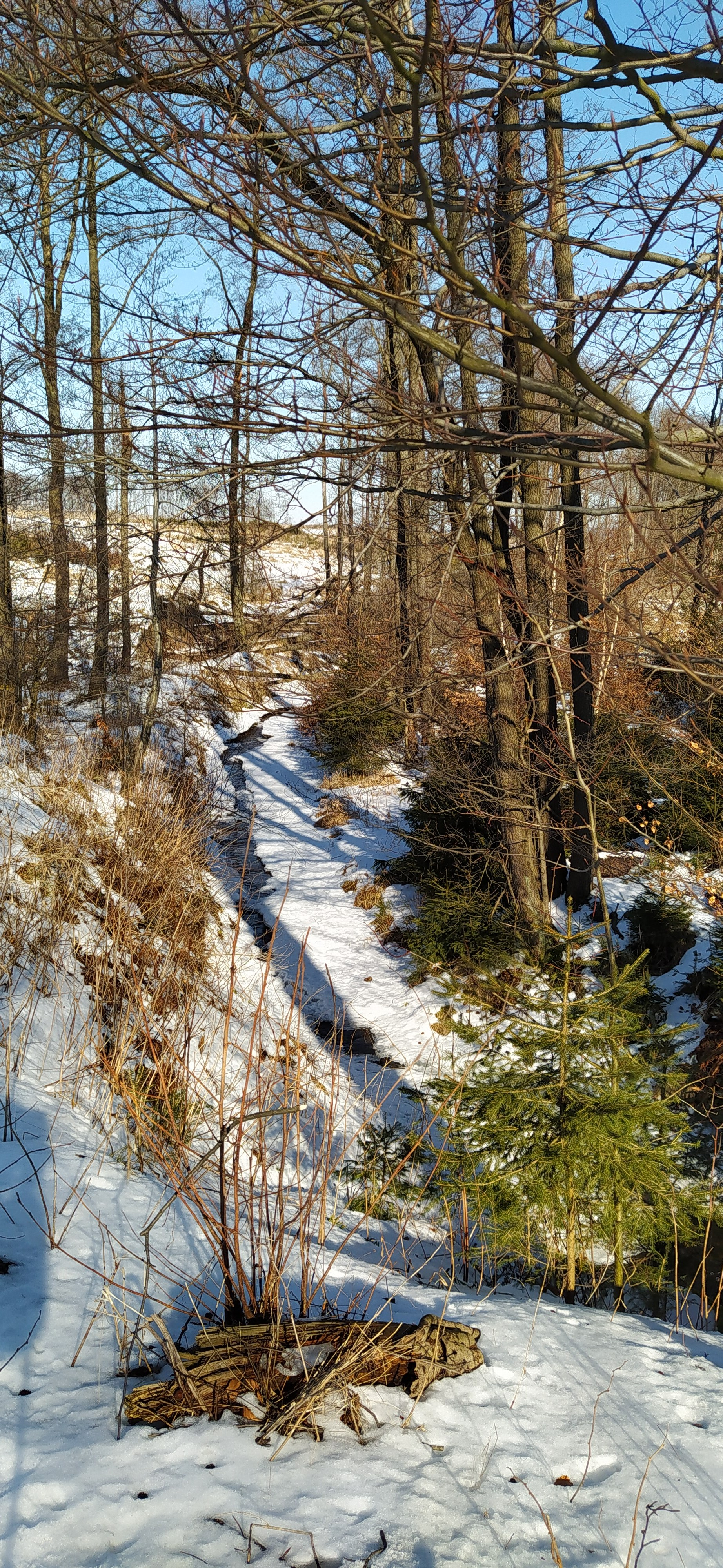
Plazský potok, pod Olomouckým kopcem, pod rybníčkem u Skelné huti
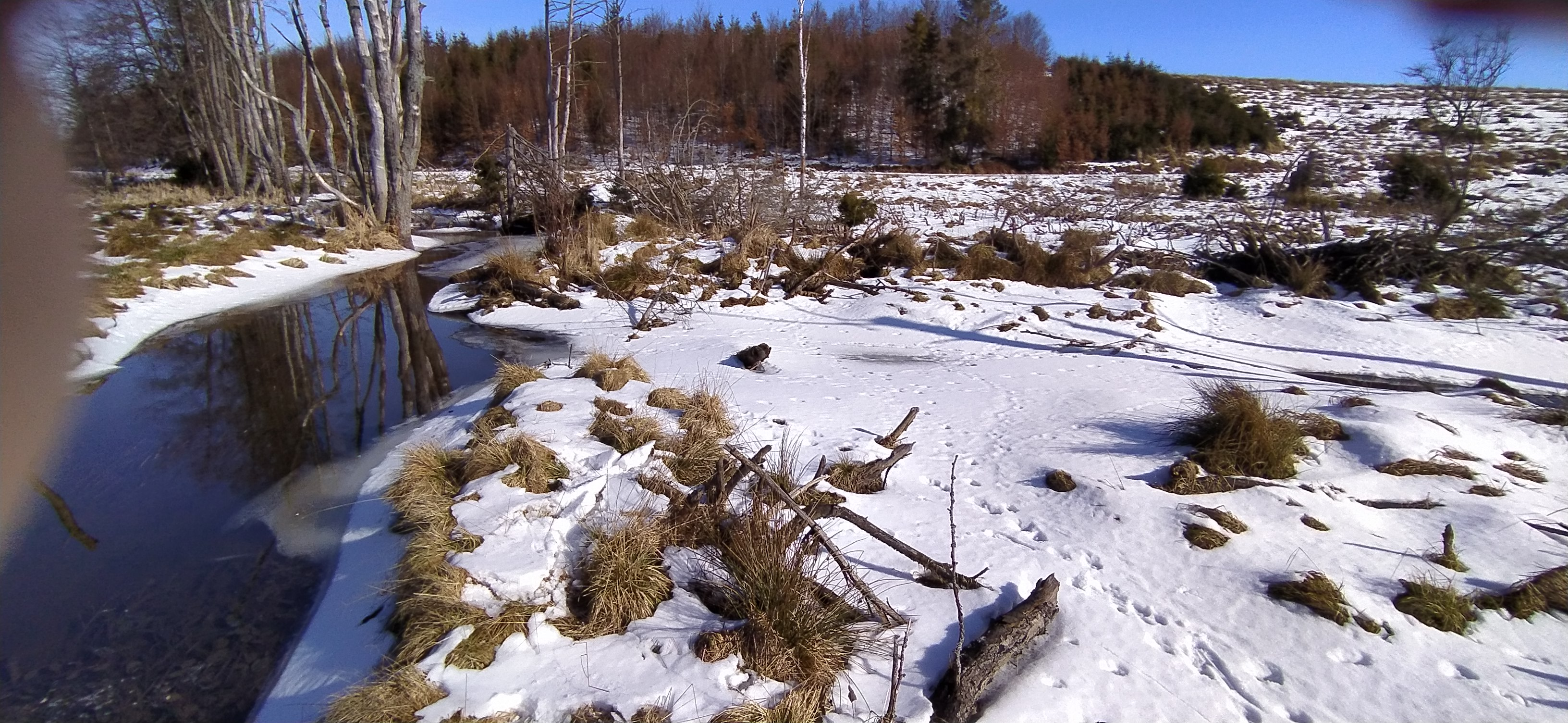
Soutok pravé a levé větve Plazského potoka (GPS 49.6413300N, 17.5879983E)
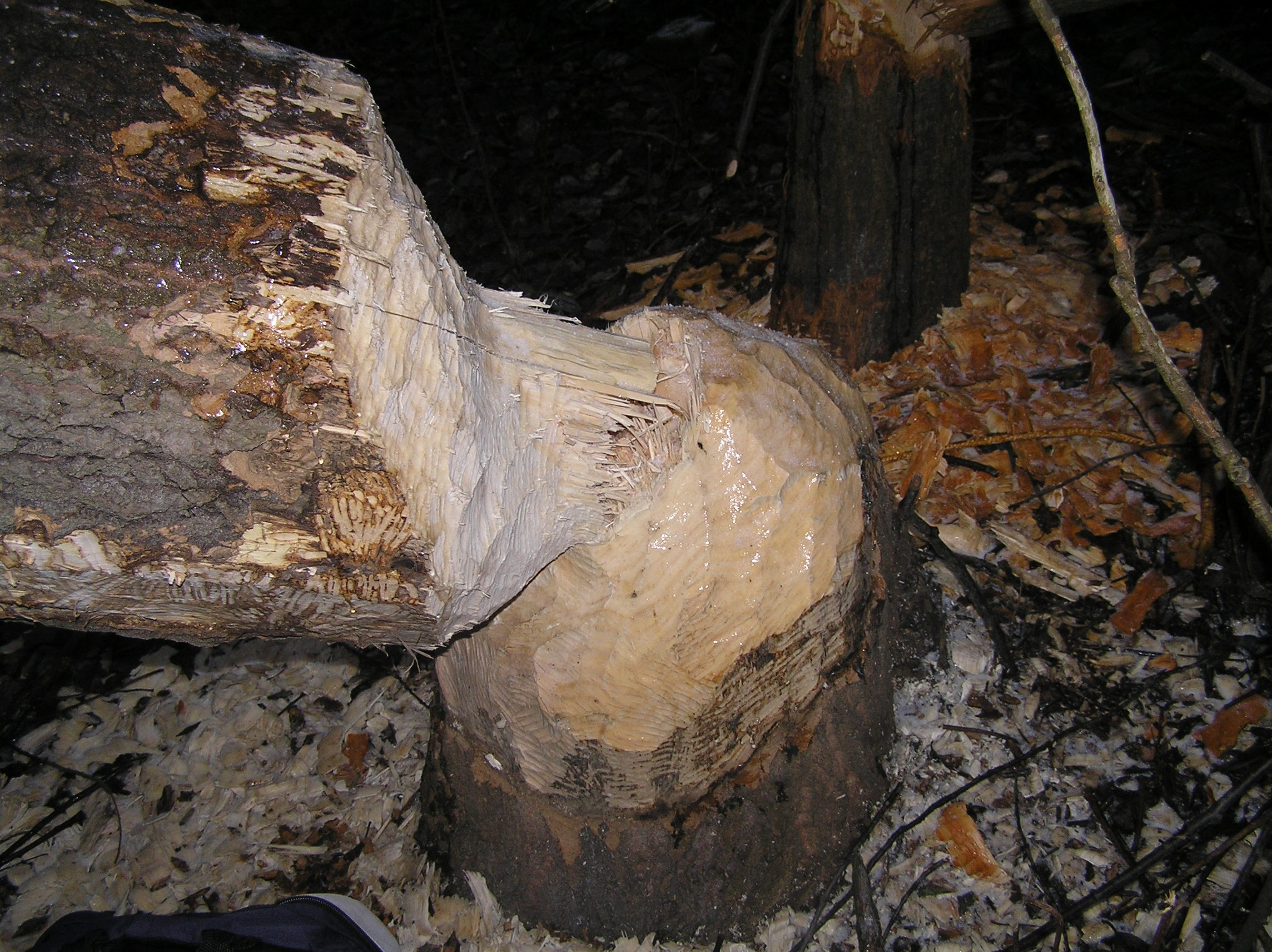
V nivě Plazského potoka žije bobr evropský
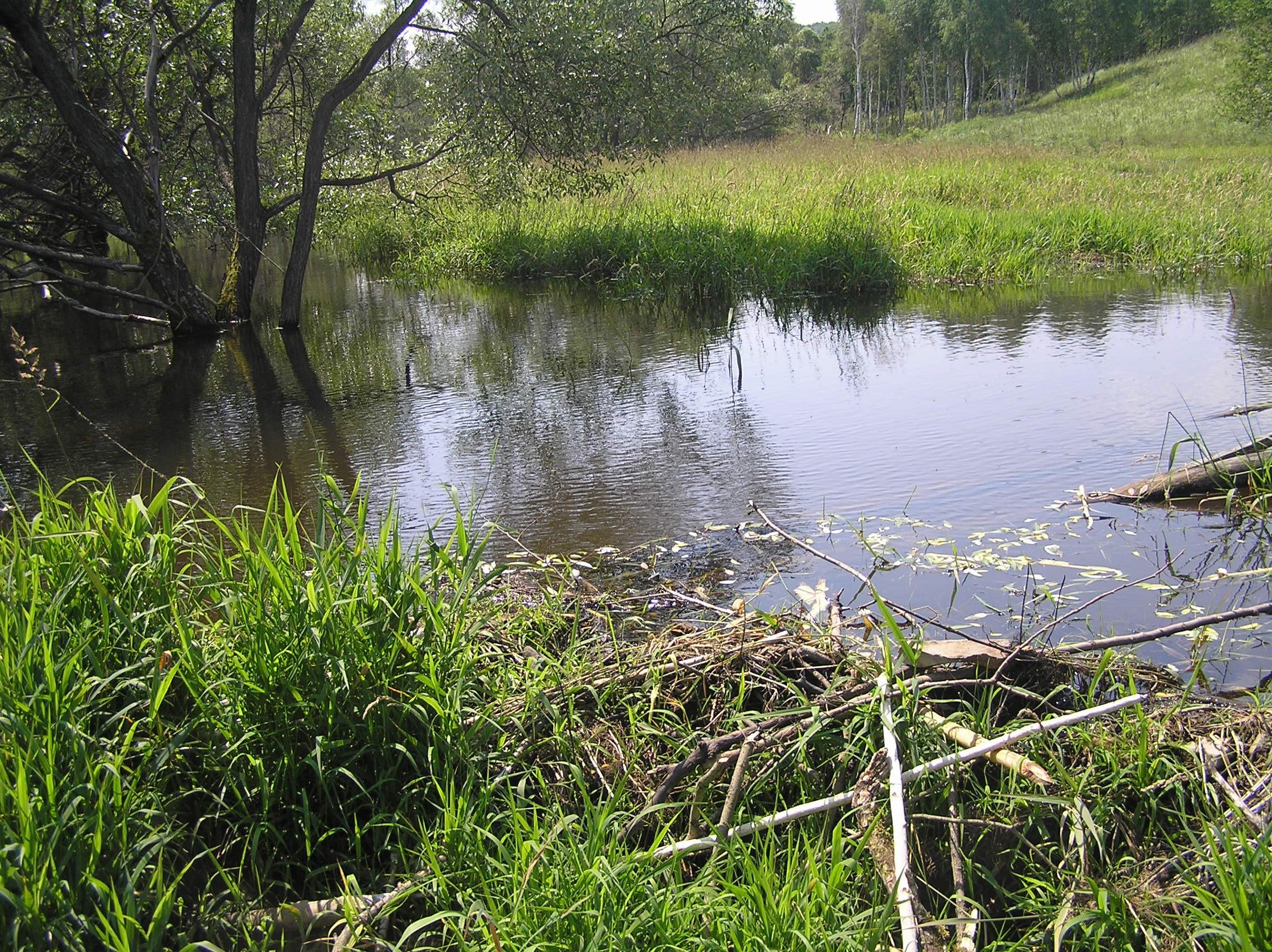
Bobří hráz, která vyspravila rozbitou hráz zaniklého rybníka
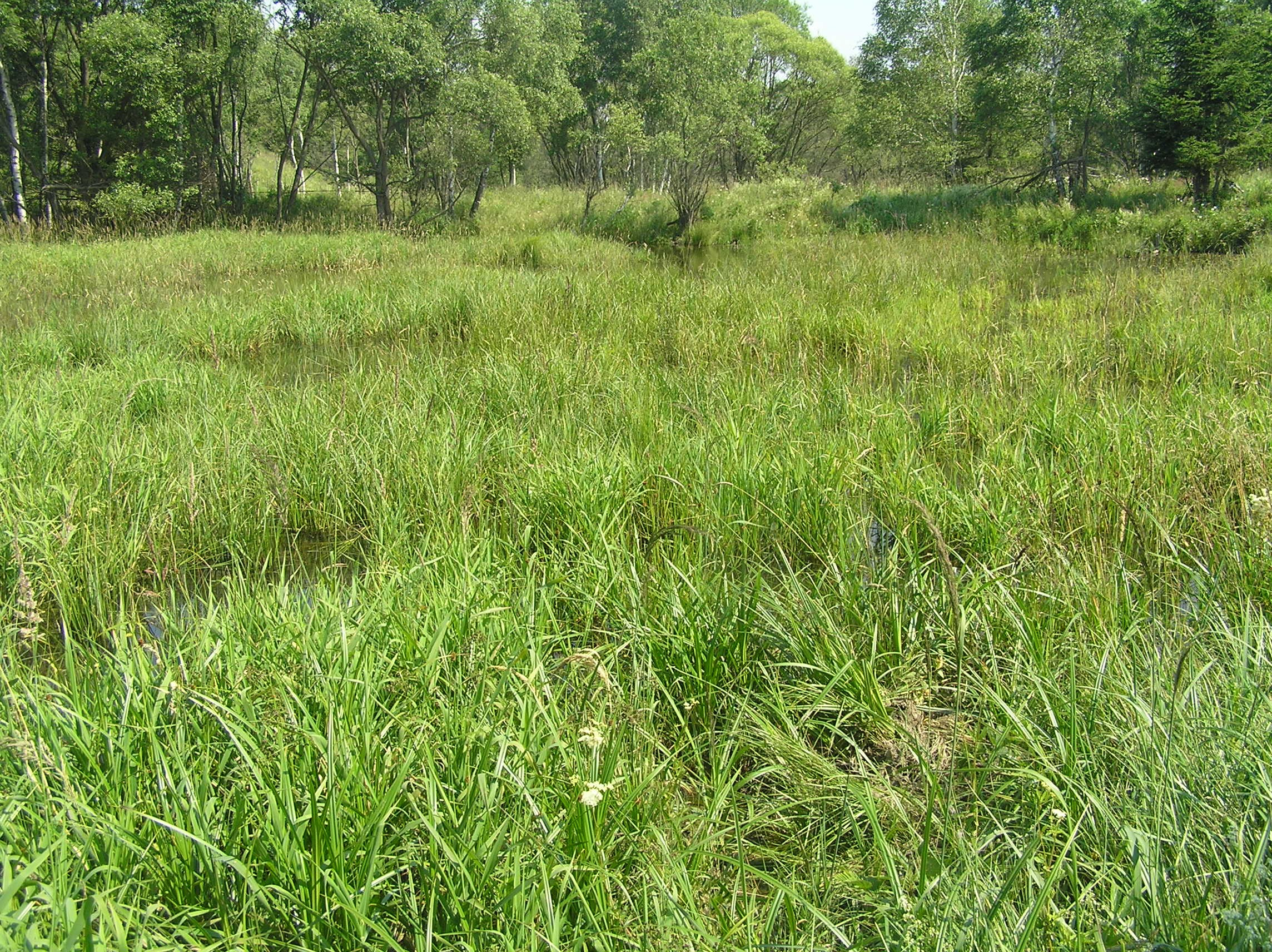
Zaniklý rybník a lada v nivě Plazského potoka
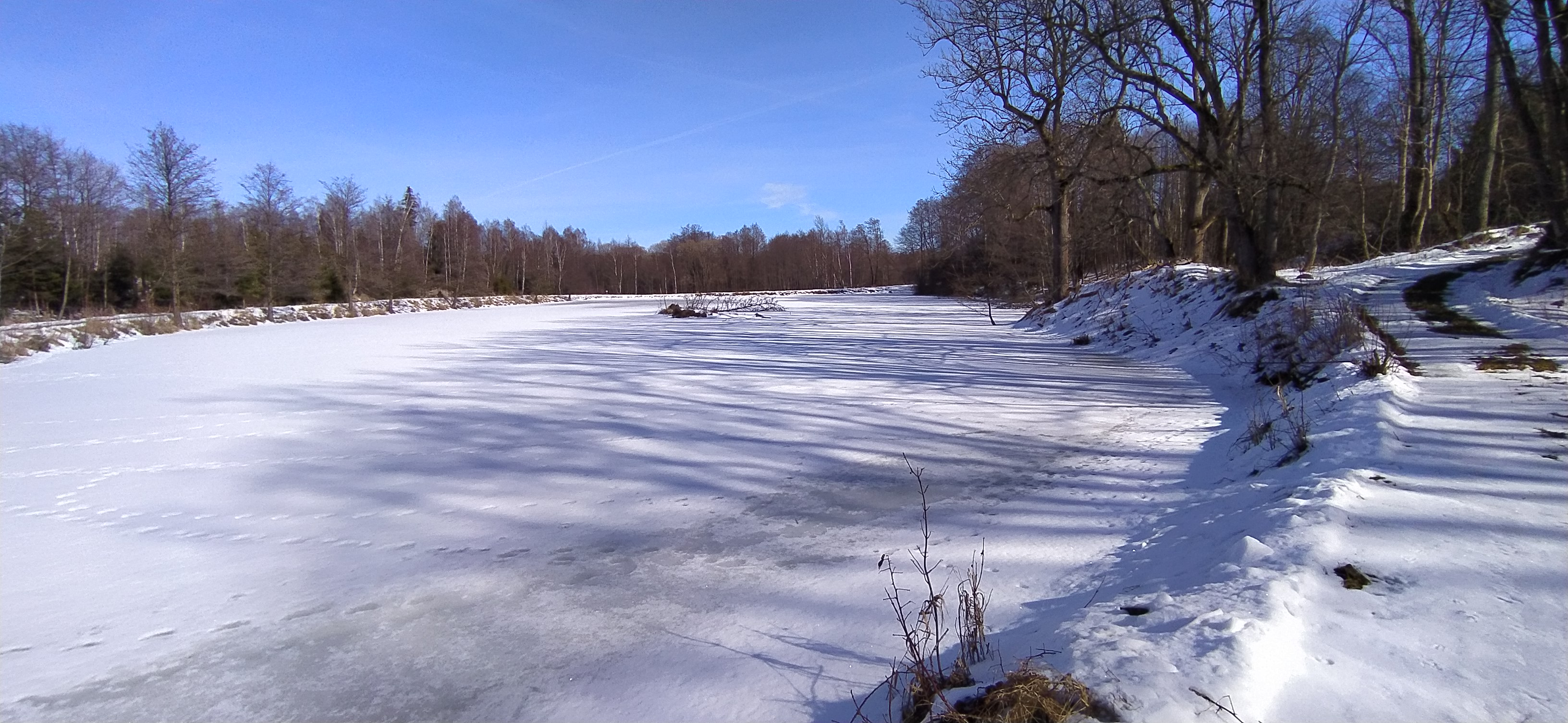
Rybník u bývalého Hermesova mlýna na Plazském potoce
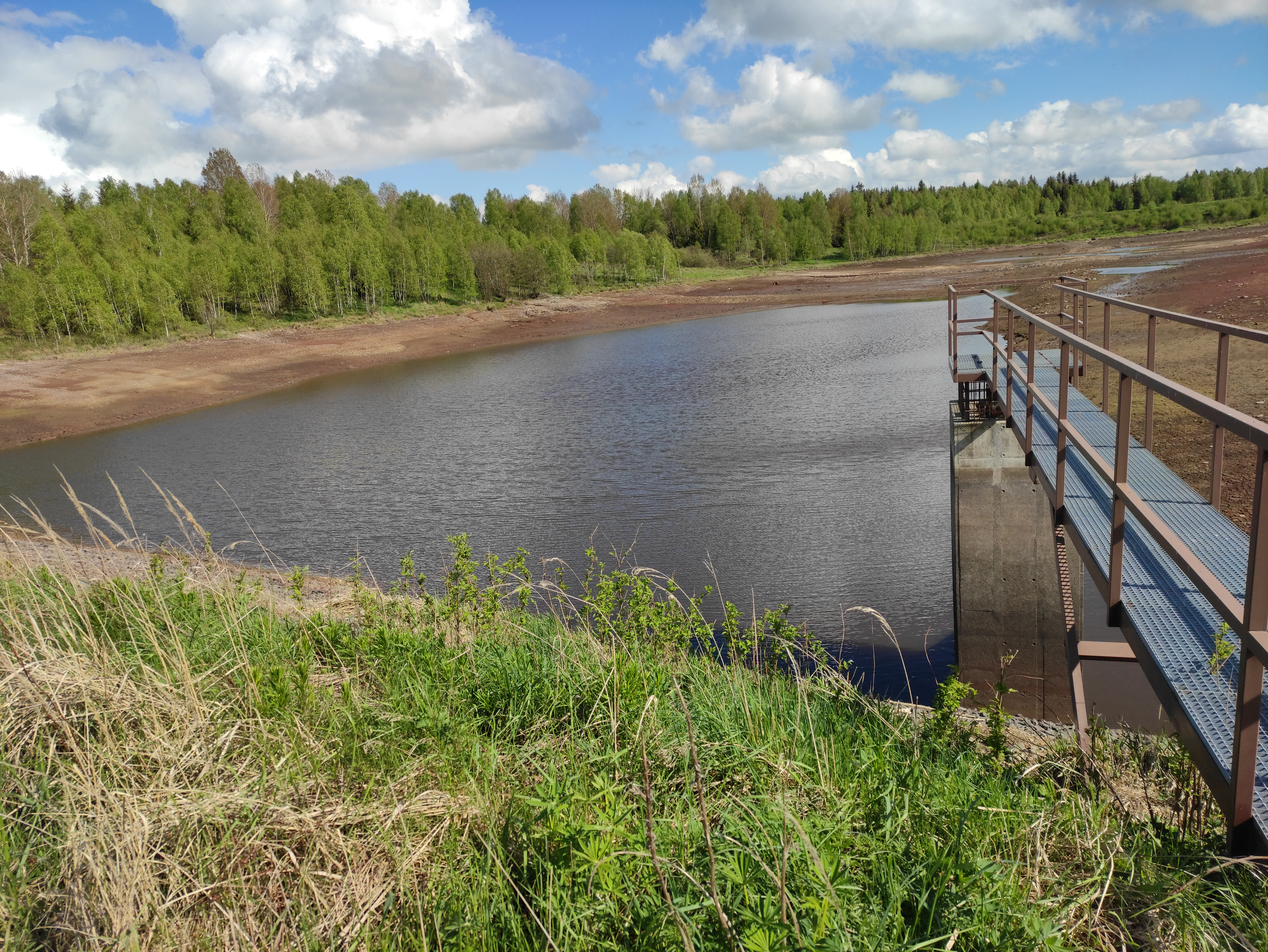
Vodní cvičiště Čermná na Plazském potoce
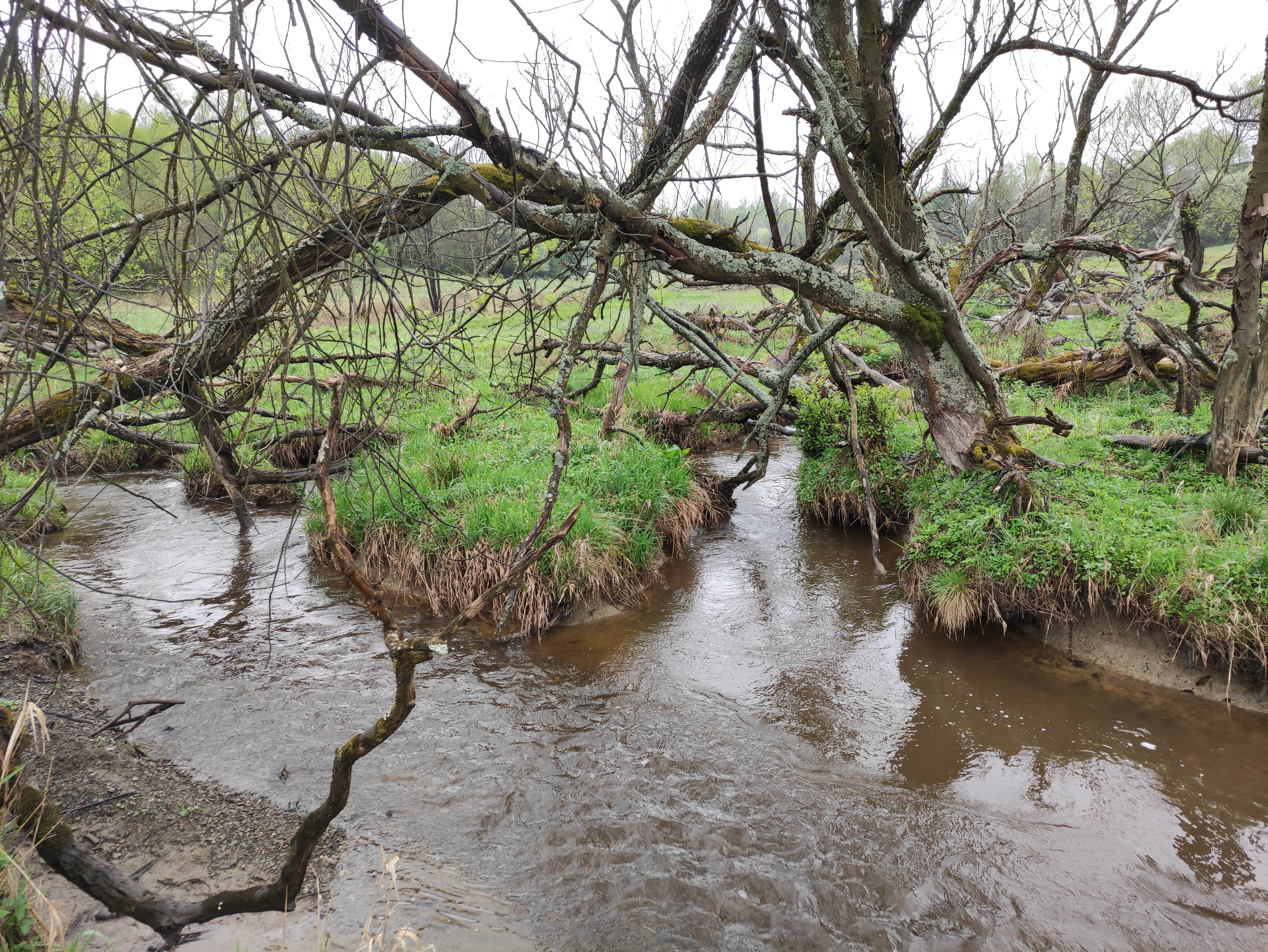
Soutok Plazského potoka a Milovanského potoka
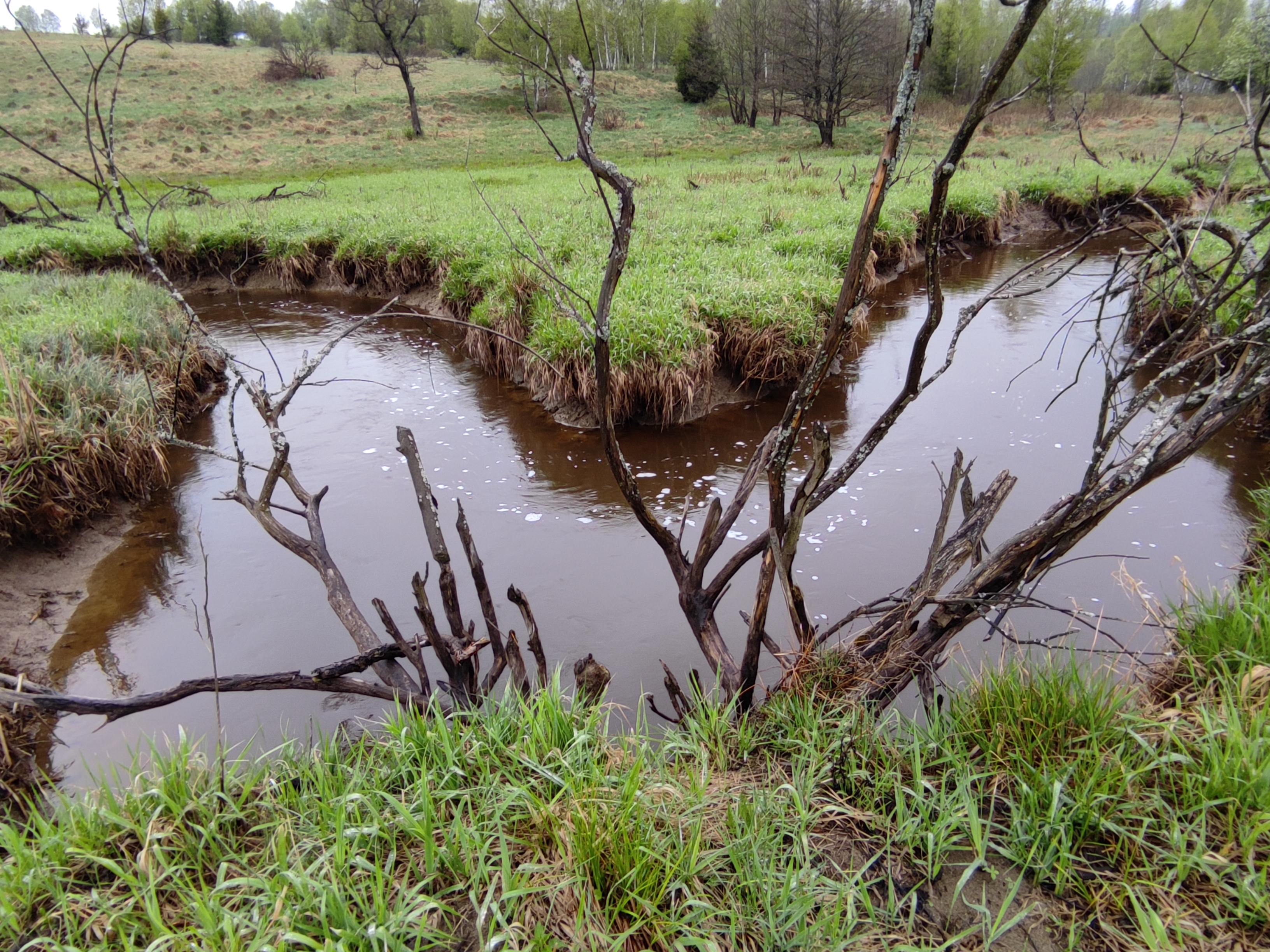
Meandry Plazského potoka u Dvoreckého Mlýna
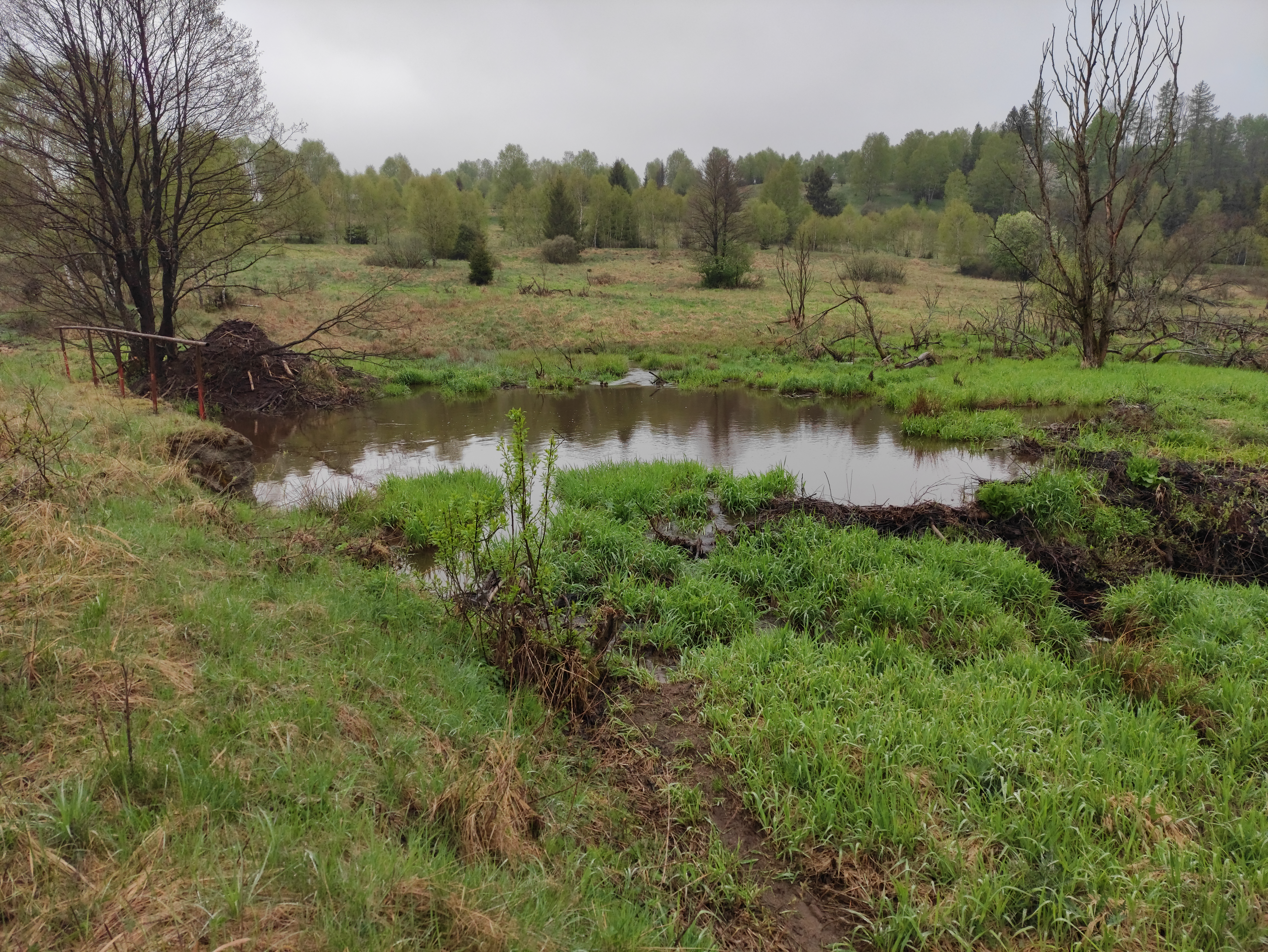
Plazský potok u Dvoreckého Mlýna
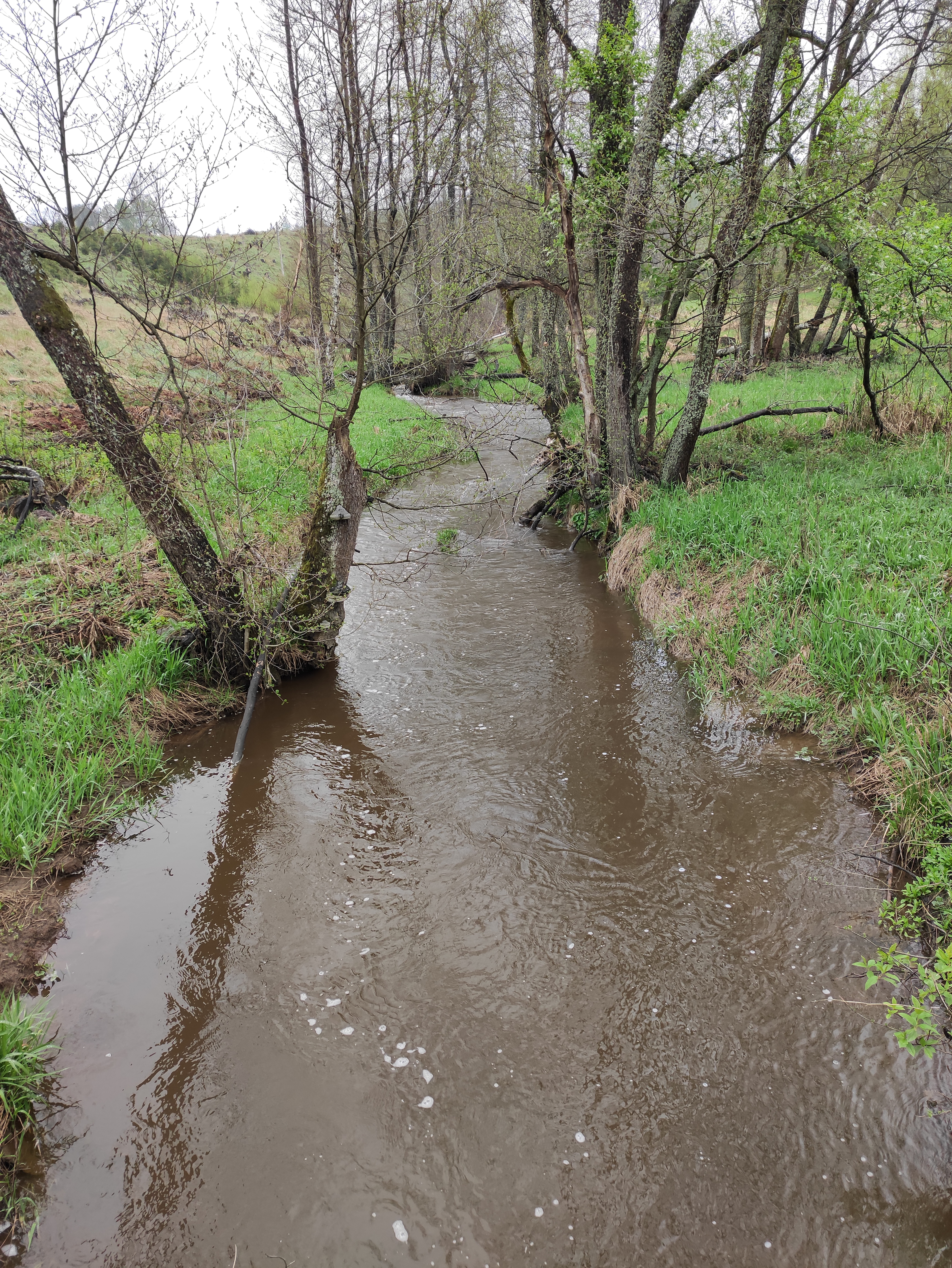
Plazský potok u Čermenského Mlýna
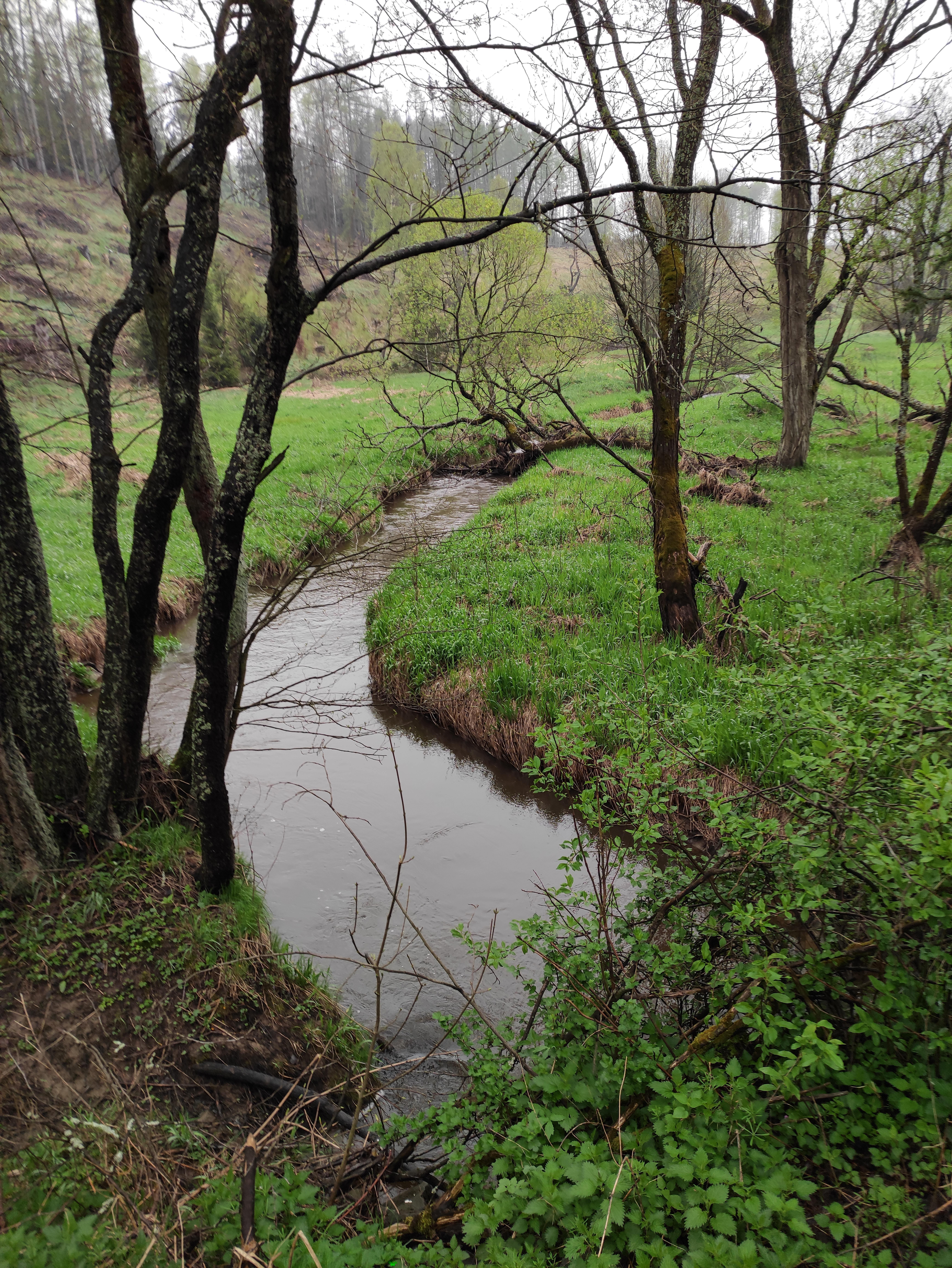
Plazský potok u Plazského Mlýna
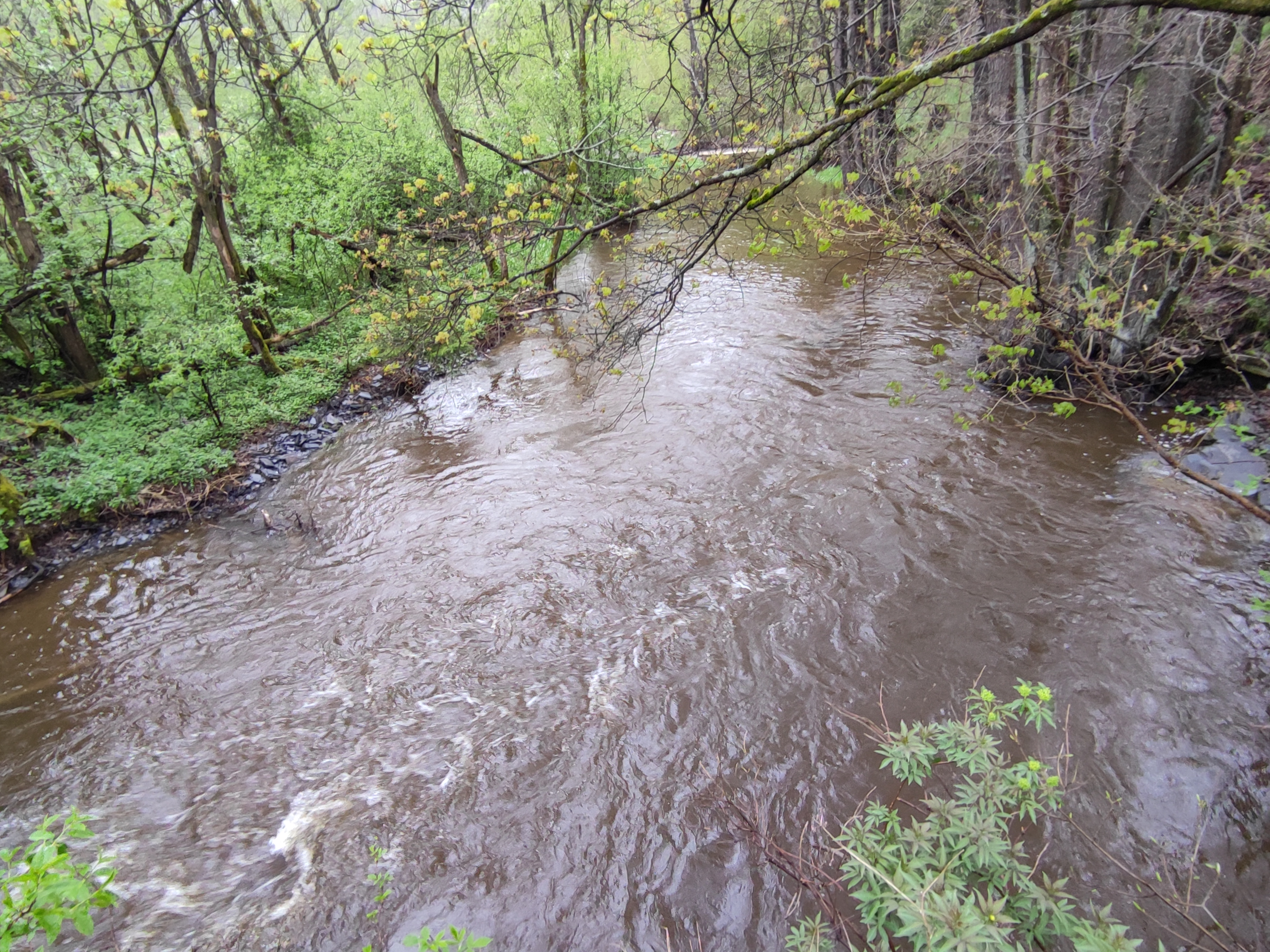
Plazský potok u Plazského Mlýna
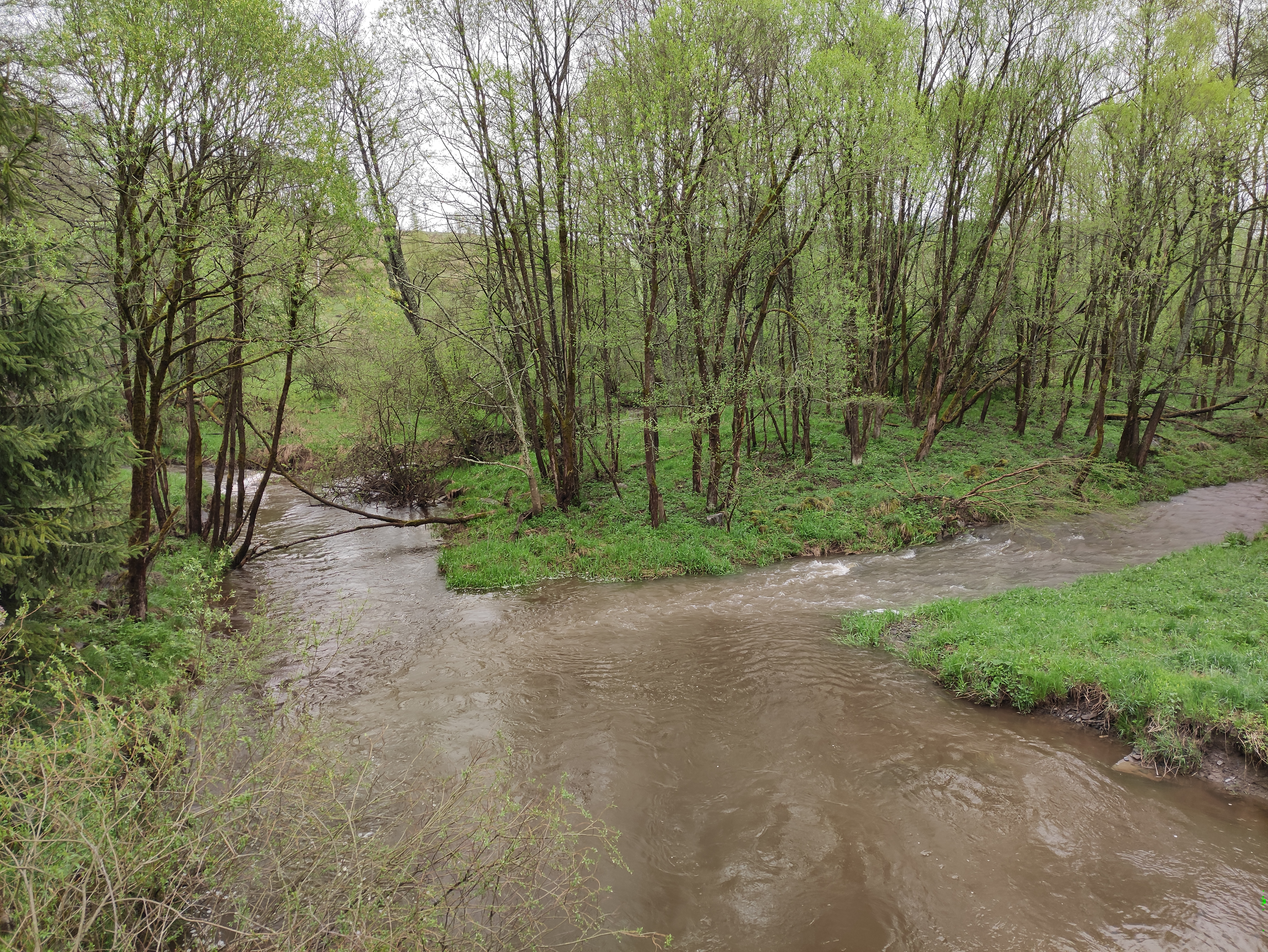
Soutok Odry Plazským potokem a Milovanským potokem